# مگی گییا
مگی گییا (به انگلیسی: Maggie Geha) (متولد ۴ آوریل ۱۹۸۸ ) بازیگر و مدل آمریکایی است. او برای بازی در نقش پویزن آی‌وی در ۱۲ قسمت از سریال گاتهام و سوزان در شش قسمت از سریال تمام فرزندانم شناخته می‌شود.